# Acronicta andalusica
Acronicta andalusica är en fjärilsart som beskrevs av Karl Schawerda 1934. Acronicta andalusica ingår i släktet Acronicta och familjen nattflyn. Inga underarter finns listade i Catalogue of Life.